# Anjuta
Anjuta (lub Anjuta DevStudio) – zintegrowane środowisko programistyczne dla GNOME. Obsługuje języki C i C++. Zawiera menedżera projektu, kreatora aplikacji, interaktywny debuger (nakładka na GDB) i wygodny edytor kodu źródłowego z kolorowaniem składni, automatycznym formatowaniem kodu, podpowiadaniem argumentów funkcji i ułatwionym przeglądaniem kodu oraz wbudowany emulator terminala.
Anjuta obsługuje także języki Java, JavaScript, Perl, PHP i HTML, choć nie tak dobrze jak C i C++.
Środowisko to jest wolnym oprogramowaniem dostępnym na licencji GPL.